# Тематински замак
Тематински замак (слч. Tematínsky hrad) је замак у Словачкој, која се налази недалеко од Новог Места на Ваху у Тренчинском крају на западу земље. Подигнут је у другој половини XIII века у готском стилу, а од 1524. године се налази у поседу породице Турзо која изводи његову значајну обнову. Његов већи део је разорен 1710. године током опсаде и од тада није обнављан или коришћен. Он се тада налазио у поседу Миклоша Берчењија (мађ. Miklós Bercsényi) који је био један од заповедника побуне против Хабзбурга, тако да су га њихове снаге опселе и спалиле током гушења побуне. Нлази се на надморској висини од 590 метара, у запаном делу Повашког Иновеца.
Недалеко од остатака Тематинског замка, код села Храдок, пронађени су новчићи у облику секире из времена Великоморавске кнежевине. У њему су пронађени утврђеног насеља из тог доба, али су они људским немаром уништени.